# Kärrjohannesört
Kärrjohannesört (Hypericum tetrapterum) är en växtart tillhörande familjen Johannesörtsväxter. 